# Cleome latifolia
Cleome latifolia är en paradisblomsterväxtart som beskrevs av Vahl och Dc.. Cleome latifolia ingår i släktet paradisblomstersläktet, och familjen paradisblomsterväxter. Inga underarter finns listade i Catalogue of Life.